# Cuneo Volley 2019-2020
Questa voce raccoglie le informazioni riguardanti il Cuneo Volley nelle competizioni ufficiali della stagione 2019-2020.

## Organigramma societario
Area direttiva
- Presidente: Vito Venni
- Vicepresidente: Gabriele Costamagna, Claudio Parola
- Team manager: Mirko Cefaratti
- Direttore sportivo: Gabriele Costamagna
- Segreteria generale: Silvia Canale

Area tecnica
- Allenatore: Roberto Serniotti
- Allenatore in seconda: Francesco Revelli
- Scout man: Dario Sampò
- Responsabile settore giovanile: Daniele Vergnaghi

Area comunicazione
- Addetto stampa: Stella Testa

Area sanitaria
- Medico: Carlo Ripa
- Fisioterapista: Roberta Ferrero
- Preparatore atletico: Danilo Bramard

## Rosa
| N° | Nome                 | Ruolo | Data di nascita  | Nazionalità sportiva |
| -- | -------------------- | ----- | ---------------- | -------------------- |
| 1  | Simone Oberto        | S     | 12 gennaio 2002  | Italia               |
| 2  | Samuele Armando      | L     | 28 aprile 2001   | Italia               |
| 3  | Leonardo Focosi      | C     | 22 aprile 2000   | Italia               |
| 4  | Luca Chiapello       | S     | 10 luglio 2002   | Italia               |
| 5  | Cristian Casoli      | S     | 27 gennaio 1975  | Italia               |
| 7  | Manuel Beghelli      | O     | 13 luglio 1999   | Italia               |
| 8  | Marvin Prolingheuer  | O     | 29 giugno 1990   | Germania             |
| 9  | Andrea Galaverna     | S     | 18 febbraio 1994 | Italia               |
| 10 | Massimiliano Prandi  | L     | 21 luglio 1989   | Italia               |
| 11 | Edoardo Picco        | C     | 24 marzo 1994    | Italia               |
| 13 | Emiliano Cortellazzi | P     | 14 aprile 1985   | Italia               |
| 16 | Andrea Testa         | P     | 3 settembre 2001 | Italia               |
| 17 | Claudio Paris        | S     | 24 gennaio 1987  | Italia               |
| 18 | Nicholas Sighinolfi  | C     | 11 agosto 1994   | Italia               |

## Risultati

### Serie A3

#### Girone di andata
| 1ª giornata - 20 ottobre 2019 PalaCastagnaretta, Cuneo             | Cuneo        | 2 - 3 | Team Club  | 25-20, 25-21, 20-25, 23-25, 7-15  |
| 2ª giornata - 26 ottobre 2019 PalaSanbapolis, Trento               | Trentino II  | 2 - 3 | Cuneo      | 17-25, 19-25, 25-18, 25-18, 11-15 |
| 3ª giornata - 3 novembre 2019 PalaCastagnaretta, Cuneo             | Cuneo        | 2 - 3 | Porto Viro | 17-25, 25-17, 25-18, 23-25, 6-15  |
| 4ª giornata - 10 novembre 2019 Centro Sportivo Paolo VI, Brugherio | Diavoli Rosa | 1 - 3 | Cuneo      | 25-20, 25-27, 20-25, 24-26        |
| 5ª giornata - 17 novembre 2019 PalaCastagnaretta, Cuneo            | Cuneo        | 3 - 0 | Cisano     | 25-23, 34-32, 29-27               |
| 6ª giornata - 24 novembre 2019 Palestra Max Valier, Bolzano        | AVS          | 1 - 3 | Cuneo      | 25-21, 20-25, 17-25, 21-25        |
| 7ª giornata - 1º dicembre 2019 PalaCastagnaretta, Cuneo            | Cuneo        | 1 - 3 | Prata      | 25-18, 14-25, 22-25, 23-25        |
| 8ª giornata - 7 dicembre 2019 PalaCastagnaretta, Cuneo             | Cuneo        | 3 - 0 | Motta      | 28-26, 25-18, 25-22               |
| 9ª giornata - 14 dicembre 2019 PalaCivitanova, Civitanova Marche   | Potentino    | 3 - 1 | Cuneo      | 23-25, 27-25, 25-23, 25-23        |
| 10ª giornata - 22 dicembre 2019 PalaAllende, Fano                  | Virtus Fano  | 3 - 0 | Cuneo      | 25-20, 25-18, 25-19               |
| 11ª giornata - 29 dicembre 2019 PalaCastagnaretta, Cuneo           | Cuneo        | 3 - 2 | Parella    | 23-25, 25-19, 18-25, 25-14, 15-12 |

#### Girone di ritorno
| 12ª giornata - 5 gennaio 2020 Palasport Fontebasso, Noventa di Piave           | Team Club  | 3 - 2 | Cuneo        | 25-17, 25-19, 23-25, 22-25, 15-12 |
| 13ª giornata - 12 gennaio 2020 PalaCastagnaretta, Cuneo                        | Cuneo      | 3 - 1 | Trentino II  | 26-28, 25-23, 25-23, 25-22        |
| 14ª giornata - 19 gennaio 2020 Palazzetto dello Sport, Porto Viro              | Porto Viro | 3 - 1 | Cuneo        | 26-28, 25-17, 25-21, 25-15        |
| 15ª giornata - 26 gennaio 2020 PalaCastagnaretta, Cuneo                        | Cuneo      | 3 - 1 | Diavoli Rosa | 14-25, 25-21, 25-20, 25-19        |
| 16ª giornata - 2 febbraio 2020 Palazzetto Pozzoni, Cisano Bergamasco           | Cisano     | 3 - 0 | Cuneo        | 25-21, 25-16, 25-18               |
| 17ª giornata - 8 febbraio 2020 PalaCastagnaretta, Cuneo                        | Cuneo      | 1 - 3 | AVS          | 25-20, 20-25, 21-25, 20-25        |
| 18ª giornata - 15 febbraio 2020 PalaPrata, Prata di Pordenone                  | Prata      | 3 - 0 | Cuneo        | 25-16, 25-18, 30-28               |
| 19ª giornata - 1º marzo 2020 Palazzetto dello Sport Grassato, Motta di Livenza | Motta      | -     | Cuneo        | annullata                         |
| 20ª giornata - 8 marzo 2020 PalaCastagnaretta, Cuneo                           | Cuneo      | 3 - 0 | Potentino    | 25-21, 25-21, 25-23               |
| 21ª giornata - 15 marzo 2020 PalaCastagnaretta, Cuneo                          | Cuneo      | -     | Virtus Fano  | annullata                         |
| 22ª giornata - 22 marzo 2020 Palasport Le Cupole, Torino                       | Parella    | -     | Cuneo        | annullata                         |

## Statistiche

### Statistiche di squadra
| Competizione | Punti | In casa | In casa | In casa | In trasferta | In trasferta | In trasferta | Totale | Totale | Totale |
| Competizione | Punti | G       | V       | P       | G            | V            | P            | G      | V      | P      |
| ------------ | ----- | ------- | ------- | ------- | ------------ | ------------ | ------------ | ------ | ------ | ------ |
| Serie A3     | 28    | 10      | 6       | 4       | 9            | 3            | 6            | 19     | 9      | 10     |
| Totale       | -     | 10      | 6       | 4       | 9            | 3            | 6            | 19     | 9      | 10     |

G = partite giocate; V = partite vinte; P = partite perse

### Statistiche dei giocatori
| Giocatore       | Serie A3 | Serie A3 | Serie A3 | Serie A3 | Serie A3 | Totale | Totale | Totale | Totale | Totale |
| Giocatore       | P        | PT       | AV       | MV       | BV       | P      | PT     | AV     | MV     | BV     |
| --------------- | -------- | -------- | -------- | -------- | -------- | ------ | ------ | ------ | ------ | ------ |
| S. Armando      | 3        | 0        | 0        | 0        | 0        | 3      | 0      | 0      | 0      | 0      |
| M. Beghelli     | 9        | 21       | 19       | 2        | 0        | 9      | 21     | 19     | 2      | 0      |
| C. Casoli       | 16       | 137      | 118      | 9        | 10       | 16     | 137    | 118    | 9      | 10     |
| L. Chiapello    | 7        | 0        | 0        | 0        | 0        | 7      | 0      | 0      | 0      | 0      |
| E. Cortellazzi  | 19       | 30       | 19       | 4        | 7        | 19     | 30     | 19     | 4      | 7      |
| L. Focosi       | 19       | 119      | 76       | 36       | 7        | 19     | 119    | 76     | 36     | 7      |
| A. Galaverna    | 19       | 249      | 210      | 21       | 18       | 19     | 249    | 210    | 21     | 18     |
| S. Oberto       | 6        | 1        | 0        | 0        | 1        | 6      | 1      | 0      | 0      | 1      |
| C. Paris        | 8        | 42       | 34       | 5        | 3        | 8      | 42     | 34     | 5      | 3      |
| E. Picco        | 8        | 29       | 16       | 9        | 4        | 8      | 29     | 16     | 9      | 4      |
| M. Prandi       | 19       | 0        | 0        | 0        | 0        | 19     | 0      | 0      | 0      | 0      |
| M. Prolingheuer | 16       | 295      | 253      | 20       | 22       | 16     | 295    | 253    | 20     | 22     |
| N. Sighinolfi   | 19       | 194      | 145      | 41       | 8        | 19     | 194    | 145    | 41     | 8      |
| A. Testa        | 19       | 5        | 2        | 3        | 0        | 19     | 5      | 2      | 3      | 0      |

P = presenze; PT = punti totali; AV = attacchi vincenti; MV = muri vincenti; BV = battute vincenti